# La Penne-sur-l'Ouvèze
La Penne-sur-l'Ouvèze är en kommun i departementet Drôme i regionen Auvergne-Rhône-Alpes i sydöstra Frankrike. Kommunen ligger i kantonen Buis-les-Baronnies som tillhör arrondissementet Nyons. År 2022 hade La Penne-sur-l'Ouvèze 89 invånare.

## Befolkningsutveckling
Antalet invånare i kommunen La Penne-sur-l'Ouvèze
Referens:INSEE